# Point Clare
Point Clare är en del av en befolkad plats i Australien. Den ligger i kommunen Gosford Shire och delstaten New South Wales, i den sydöstra delen av landet, omkring 47 kilometer norr om delstatshuvudstaden Sydney.
Närmaste större samhälle är Umina, nära Point Clare. 
Runt Point Clare är det i huvudsak tätbebyggt. Runt Point Clare är det ganska tätbefolkat, med 120 invånare per kvadratkilometer. Genomsnittlig årsnederbörd är 1 286 millimeter. Den regnigaste månaden är februari, med i genomsnitt 201 mm nederbörd, och den torraste är juli, med 36 mm nederbörd.